# Марк Валерий Брадуа Маврик
Марк Валерий Брадуа Маврик (лат. Marcus Valerius Bradua Mauricus) — римский государственный деятель второй половины II века.
Брадуа происходил из Лигурии и был сыном Марка Валерия Брадуа Клавдиана, который был консулом-суффектом около 172 года. В 191 году Маврик занимал должность ординарного консула вместе с Попилием Педоном Апронианом. Затем, в том же году, он был куратором общественных зданий и куратором акведуков (191—197?). В 197 году Брадуа находился на посту цензитора (ответственного за проведение ценза) провинции Аквитания. Наконец, он был проконсулом провинции Африка около 206 года. Также Маврик входил в состав жреческой коллегии, посвященной императору Адриану.